# Wetenschap in 1936
Hier volgen wetenschappelijke en technologische ontwikkelingen uit het jaar 1936. Deze zijn niet in de normale overzichten geplaatst omdat het vaak moeilijk is ze aan een bepaalde dag of zelfs maand toe te schrijven.
- Gerard Kuiper ontdekt in het sterrenbeeld Slang een dubbelster met een opvallend korte omlooptijd van 20 maanden.
- Henri Mineur meet de rotatiesnelheid van sterren in het Melkwegstelsel.
- 19 juni: Een zonsverduistering is zichtbaar, die in delen van de Sovjet-Unie totaal is.
- Albert Einstein ontdekt het principe van de zwaartekrachtlens.
- de eerste in de ruimte te ontvangen signalen worden uitgezonden.